# Spilogona sanctipauli
Spilogona sanctipauli är en tvåvingeart som först beskrevs av Malloch 1921.  Spilogona sanctipauli ingår i släktet Spilogona och familjen husflugor. Arten är reproducerande i Sverige. Inga underarter finns listade i Catalogue of Life.